# Louis Sommerlatte
Friedrich August Ludwig „Louis“ Sommerlatte (* 3. Januar 1813 in Oranienbaum; † 4. Dezember 1862) war ein deutscher Kaufmann.

## Leben
Louis Sommerlatte wird als erster Sohn von Philippine Louise Sommerlatte, geb. Richter (1785–1857), und dem Seifensiedemeister Clemens Sommerlatte (1783–1854) in Oranienbaum im Herzogtum Anhalt geboren. Seine Eltern hatten am 28. Februar 1811 in Oranienbaum geheiratet. Louis lebte bis zum Beginn seines dritten Lebensjahres bei seinen Eltern, die ihn dann zu seiner Großmutter Marie Catharine Sophie Richter, geb. Mertens (1757–1840), gaben. Seine Großmutter verlor ihren Ehemann, den Weißgerbermeister August Richter (1842–1785), bereits in jungen Jahren, weshalb sie ihre Wirtschaft erst allein führte und im Jahr 1812 an ihren Sohn den Weißgerbermeister Friedrich August Richter (1776–1830) übergab, bei dem Louis Sommerlatte ebenfalls seiner Erziehung erhielt.
Ab Ostern des Jahres 1817 besuchte Louis Sommerlatte die reformierte Schule in Oranienbaum, welche der Form einer Elementarschule entsprochen haben dürfte. Darüber hinaus erhielt er privaten Unterricht in französischer Sprache, Geografie und Klavierunterricht.
Am 30. März 1828 wurde Louis Sommerlatte in der großen Kirche von Oranienbaum durch Friedrich Popitz konfirmiert und begann am 21. April 1828 eine Lehre als Kaufmann in Dessau. Diese schloss er im Laufe des Jahres 1831 ab und ging zurück nach Oranienbaum in die Wirtschaft seiner Großmutter, mit der Aussicht diese nach ihrem Tod übernehmen zu können. Seiner Großmutter verstarb am 15. Mai 1840, woraufhin Louis Sommerlatte die Wirtschaft übernahm und zu einem Laden ausbaute und zum Salzfaktor für das Umland von Oranienbaum wurde. Am 1. September 1852 wurde Louis Sommerlatte zum ersten Postexpediteur der Stadt Oranienbaum. Neben seiner Tätigkeit als Kaufmann engagierte er sich in der Handels- und Gewerbekommission und war einer von vier Armenvorstehern der Stadt Oranienbaum.
Louis Sommerlatte heiratete am 23. Juli 1843 die aus Halle stammende Minna. Zusammen bekamen sie 8 Kinder, von denen zwei verstarben. Louis Sommerlatte verstarb am 4. Dezember 1862. Sein ältester Sohn Adolf Sommerlatte übernahm wahrscheinlich nach seinem Tod den Laden.